# 氢化镓
氢化镓，是一种镓的无机化合物，化学式GaH
3。他是对光敏感的无色气体，目前无法提纯。氢化镓是最简单的镓烷。目前氢化镓没有用途，只用来学术研究。
在激光烧蚀的镓原子和氢气反应之后，氢化镓在低温（3.5 K）下被检测为气相中的一种瞬态物质。  最近在掺有固体乙镓烷 ，Ga2H6 的蒸气的氩气基质中，也发现了氢化镓。